# Schola Cantorum de Paris
Pour les articles homonymes, voir Schola Cantorum.

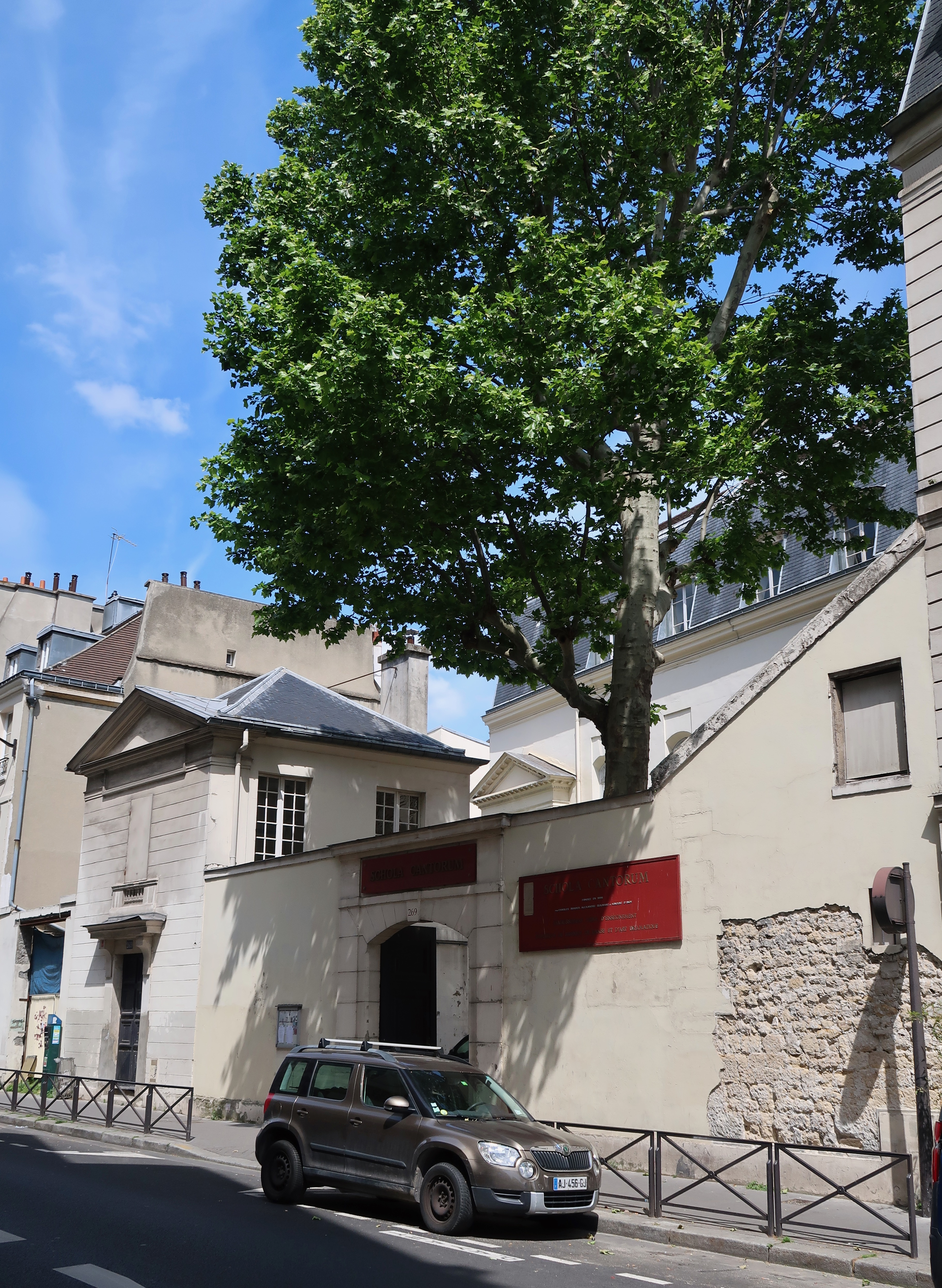
Entrée de la Schola Cantorum, rue Saint-Jacques.

La Schola Cantorum de Paris est un établissement privé d'enseignement supérieur de musique, d'art dramatique et de danse, situé à Paris. Il occupe le bâtiment de l'ancien couvent des Bénédictins anglais, au 269, rue Saint-Jacques. 

## Histoire

### Les débuts
Trois hommes, Charles Bordes, Alexandre Guilmant et Vincent d'Indy, sont les instigateurs d'un mouvement consistant à remettre à l'honneur la musique liturgique catholique appelée « chant grégorien » et la polyphonie d'origine chrétienne, en particulier celle de type « palestrinien », du nom du maître romain du XVIe siècle Giovanni Pierluigi da Palestrina, représentatif de la réforme tridentine, dont les conceptions musicales étaient de nouveau à l'honneur à cette époque au Vatican. Ce mouvement part de la tribune de l'Église Saint-Gervais où Bordes est maître de chapelle ; l'histoire de la Schola se confond avec les Chanteurs de Saint-Gervais qui diffusent en France le répertoire religieux ancien y compris les cantates de Jean-Sébastien Bach. Bordes crée sa propre maison d'édition et publie une Anthologie des maîtres religieux qui fait autorité.
Le 6 juin 1894, Bordes, Guilmant et d'Indy, réunis dans la salle de la maîtrise de Saint-Gervais avec le chanoine de Bussy, l'abbé Noyer, premier vicaire, l'abbé Chappuy, vicaire de Saint-François Xavier, l'abbé Louis-Lazare Perruchot, alors maître de chapelle de Notre-Dame des Blancs Manteaux, fondent une Société de propagande pour la divulgation des chefs-d'œuvre religieux. Mais le titre est trop long et Charles Bordes propose  de lui substituer celui de Schola Cantorum, aussitôt adopté. On décide, également, de publier une revue mensuelle  La Tribune de Saint-Gervais, qui publie des articles qui placent la nouvelle école dans le prolongement direct de l'école de musique religieuse d'Alexandre-Étienne Choron, de la société de musique vocale religieuse et classique du prince de la Moskowa et en concurrence avec l'École Niedermeyer :
- le retour à la tradition grégorienne pour l'exécution du plain-chant et une application aux diverses éditions diocésaines ;
- la remise à l'honneur de la musique palestrinienne comme modèle de musique figurée pouvant être associée au chant grégorien pour les fêtes solennelles ;
- la création d'une musique religieuse moderne, respectueuse des textes et des lois de la liturgie, s'inspirant des traditions grégoriennes et palestriniennes ;
- l'amélioration du répertoire des organistes du point de vue de son union avec les mélodies grégoriennes et de son appropriation aux différents offices.

Elle ouvre ses portes le 15 octobre 1896, sans ressources financières, rue Stanislas, à l'angle du boulevard du Montparnasse (Paris 6e).
Son enseignement consiste à dispenser des cours élémentaires gratuits, des cours supérieurs payants et des cours du soir ou cours populaires. Ils sont confiés à l'abbé Vigourel pour les études grégoriennes, M. Shilling pour le chant grégorien, Alexandre Guilmant pour l'orgue, André Pirro pour le piano. Les classes d'écriture sont dirigées par G. de Boisjardin (solfège), Fernand de La Tombelle (harmonie), et Vincent d'Indy (contrepoint et composition).
La première année on dénombre 21 inscriptions dont celles de Déodat de Séverac et de René de Castéra. Les débuts sont difficiles. Il faut créer d'autres classes : orgue avec Abel Decaux et piano supérieur avec Édouard Risler.
Afin d'élargir l'enseignement, des conférenciers sont invités, et parmi eux : Marie Bobillier, Jules Combarieu, Pierre Aubry, dom Parisot (bénédictin de l'abbaye de Solesmes faisant suite à un voyage organisé par l'école), André Hallays, Guy Ropartz.
Une maîtrise est fondée à l'église catholique anglaise de Saint-Joseph, avenue Hoche (Paris 8e).

### Nationalisme
Dans un contexte européen de forts nationalismes et de protectionnisme culturel, les fondateurs de l'école, Charles Bordes, spécialiste des chants populaires basques notamment, et Vincent d'Indy, collecteur de musiques populaires, nationaliste, mais également Julien Tiersot qui a pour projet la création d'un art musical national, laïque et républicain, entendent rétablir et promouvoir une "musique purement nationale". En travaillant à la préservation des chants populaires qui seraient dégradés par la musique mondaine, ils voient dans la création de la Schola Cantorum le moyen d'œuvrer à un art qui serait véritablement authentique et purement français. L'école enseigne alors la musique médiévale, les grands classiques nationaux ainsi que la musique populaire régionale. Les fondateurs sont proches de la Ligue de la patrie française, ils ambitionnent de lutter contre la domination des institutions d’État dans l'enseignement de la musique en faisant de la Scola Cantorum une école  indépendante et anti-républicaine.

### Au tournant duXXesiècle

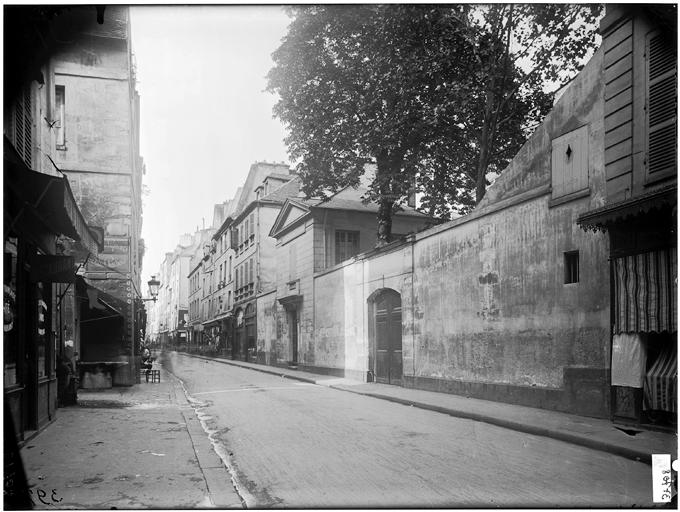
L'entrée de l'école en 1900.

En 1900, deux événements majeurs marquent l'histoire de la Schola :
- Charles Bordes devient entrepreneur de spectacles dans une dépendance de l'Exposition universelle où est installée une rue du Vieux-Paris (une église de carton-pâte est construite et plus de soixante mille spectateurs en franchissent le porche pour écouter les Chanteurs de Saint-Gervais ce qui contribue à mieux faire connaître la Schola) ;
- Il souscrit un bail dans une belle demeure des XVIIe et XVIIIe siècles située 269, rue Saint-Jacques, l'hôtel des Bénédictins anglais. En septembre, Bordes ouvre la maison par des Assises sur la musique religieuse (congrès qui dure cinq jours). Le 2 novembre 1900, une fête d'inauguration est donnée pour l'ouverture des cours avec un concert en soirée.

Le règlement de l'école établit alors les points suivants :
- pas de limite d'âge pour l'admission ;
- un examen début octobre et, s'il y  a lieu, au commencement de chaque trimestre ;
- un diplôme de fin d'études est remis aux élèves du second degré et des cours supérieurs (avec éventuellement des mentions) ;
- l'organisation de concerts auxquels prennent part les élèves instrumentistes et les élèves du chant ;
- l'obligation de participer aux cours d'ensemble vocal pour tous les élèves instrumentistes ;
- l'interdiction de présenter pour les examens d'autres pièces que celles inscrites dans le répertoire publié à la suite du règlement.

En 1905, l'école compte 300 élèves ; 400 en 1912 ; 500 en 1924. Après la mort de Bordes survenue à Toulon le 8 novembre 1909 et celle de Guilmant le 29 mars 1911 à Meudon, Vincent d'Indy enseigne lui-même la composition et dirige les séances d'ensembles d'orchestre.

### 1934, le renversement
Quelques années après la mort de Vincent d'Indy en 1931, le Conseil d'administration de la Schola est renversé.

Voici comment Joseph Canteloube, dans son livre Vincent d'Indy, rapporte cet incident : 
« Dans son testament artistique, d’Indy avait désigné les directeurs qu’il souhaitait voir, après sa mort, à la tête de la Schola. Exauçant le vœu du maître, le conseil d’administration les nomma. Mais pour des raisons, sans intérêt à exposer ici, des actions de la Schola furent peu à peu rachetées en sous-main afin de former une majorité pour renverser le conseil d’administration. Cela se fit le 8 décembre 1934. Le nouveau conseil révoqua les directeurs qu’avait désignés d’Indy. Ce que voyant le conseil artistique (Gabriel Pierné, Paul Dukas, Guy Ropartz, Albert Roussel, et Pierre de Bréville) donna sa démission. Sur les 54 professeurs, 49 démissionnèrent aussi et, 220 élèves sur 250 firent de même. Les élèves de Vincent d'Indy, dépossédés de la Schola, fondèrent l'École César-Franck qui ouvrit ses portes le 7 janvier 1935 sous la direction de Louis de Serres, assisté de Guy de Lioncourt et de Marcel Labey. »

### La période contemporaine
Depuis 1980, la Schola Cantorum de Paris possède le statut d'établissement privé d'enseignement supérieur. Elle est désormais située au no 269, rue Saint-Jacques, dans le 5e arrondissement de Paris. Son directeur actuel est Michel Denis.

Quelques vues de l'école
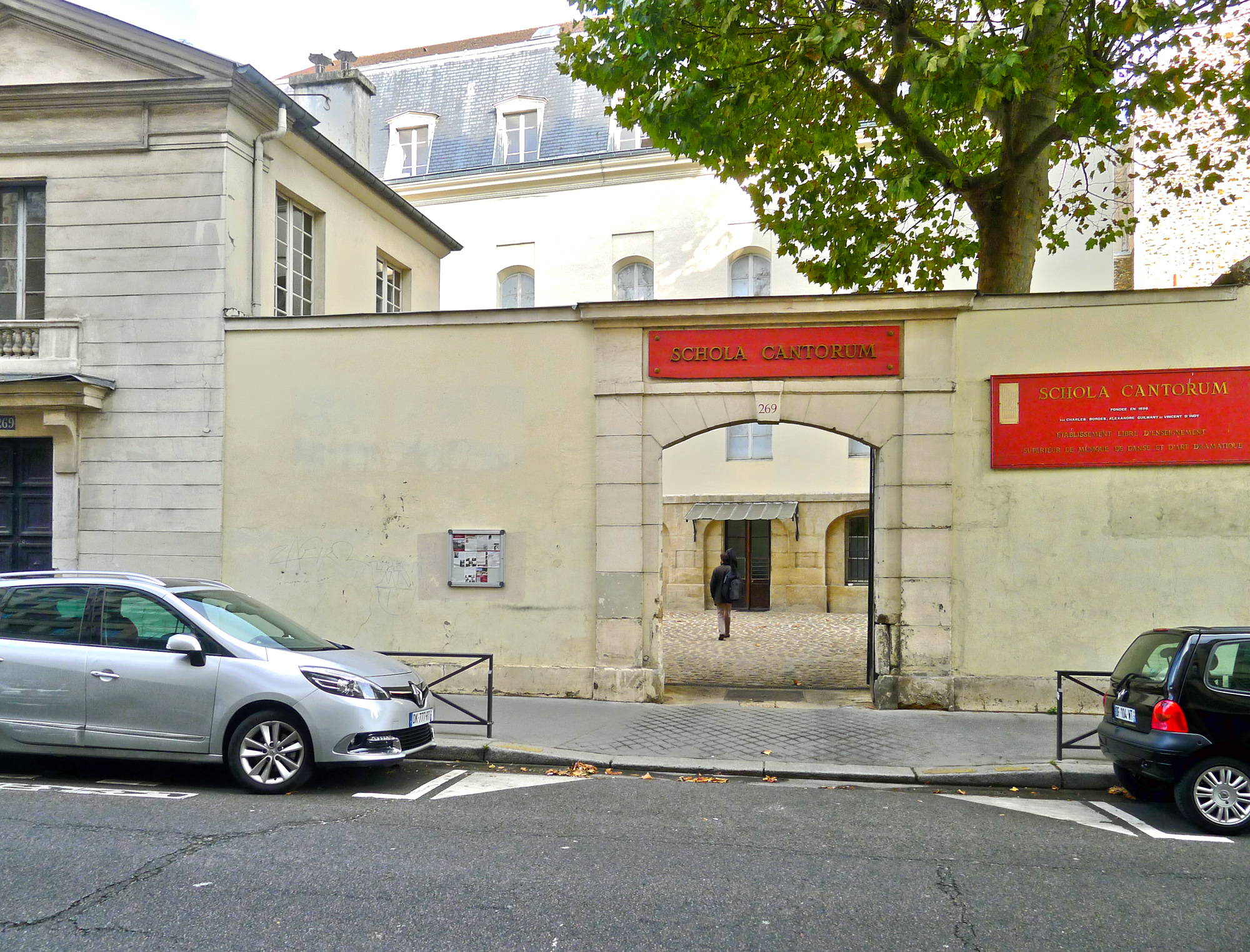
Entrée.
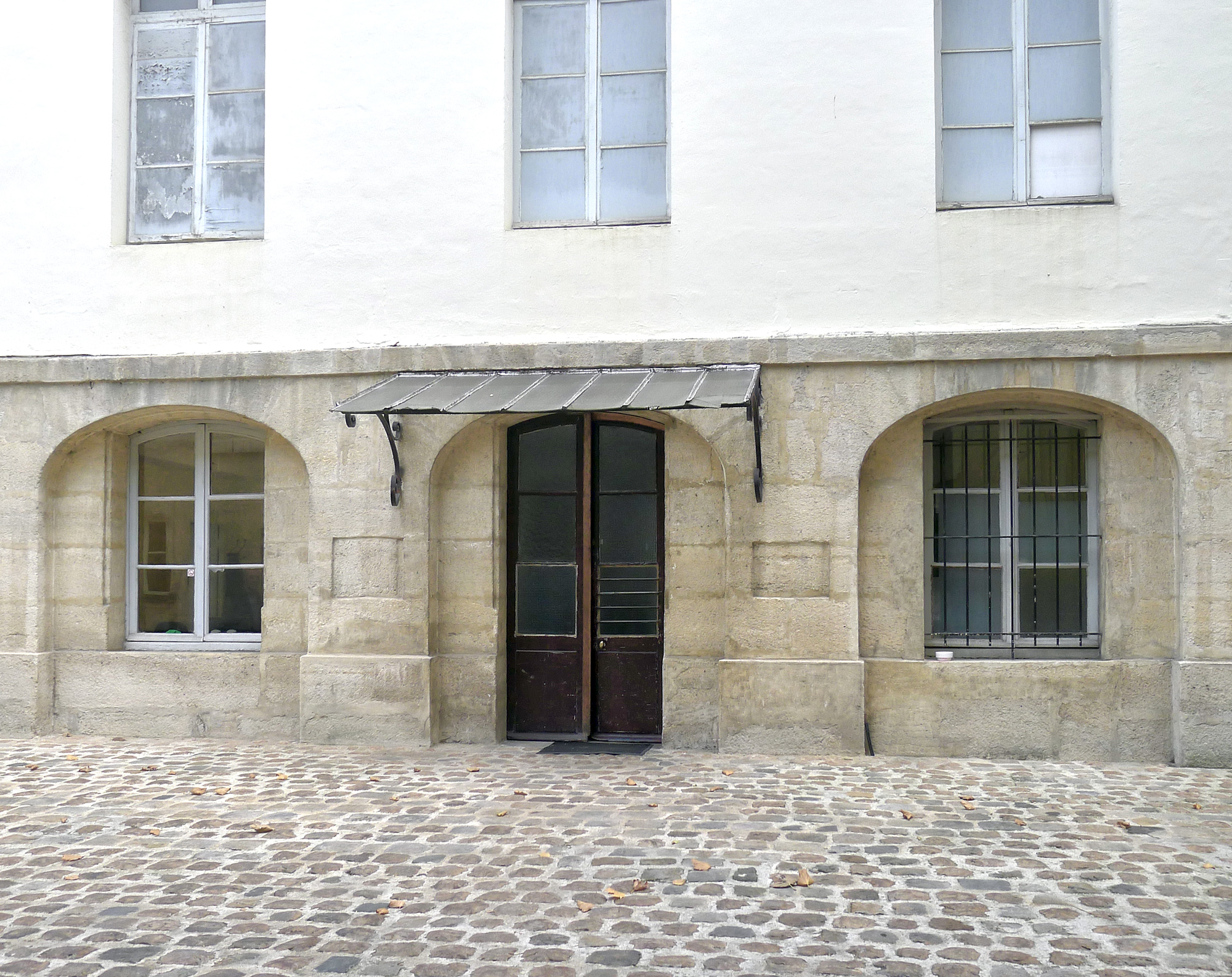
Cour intérieure.
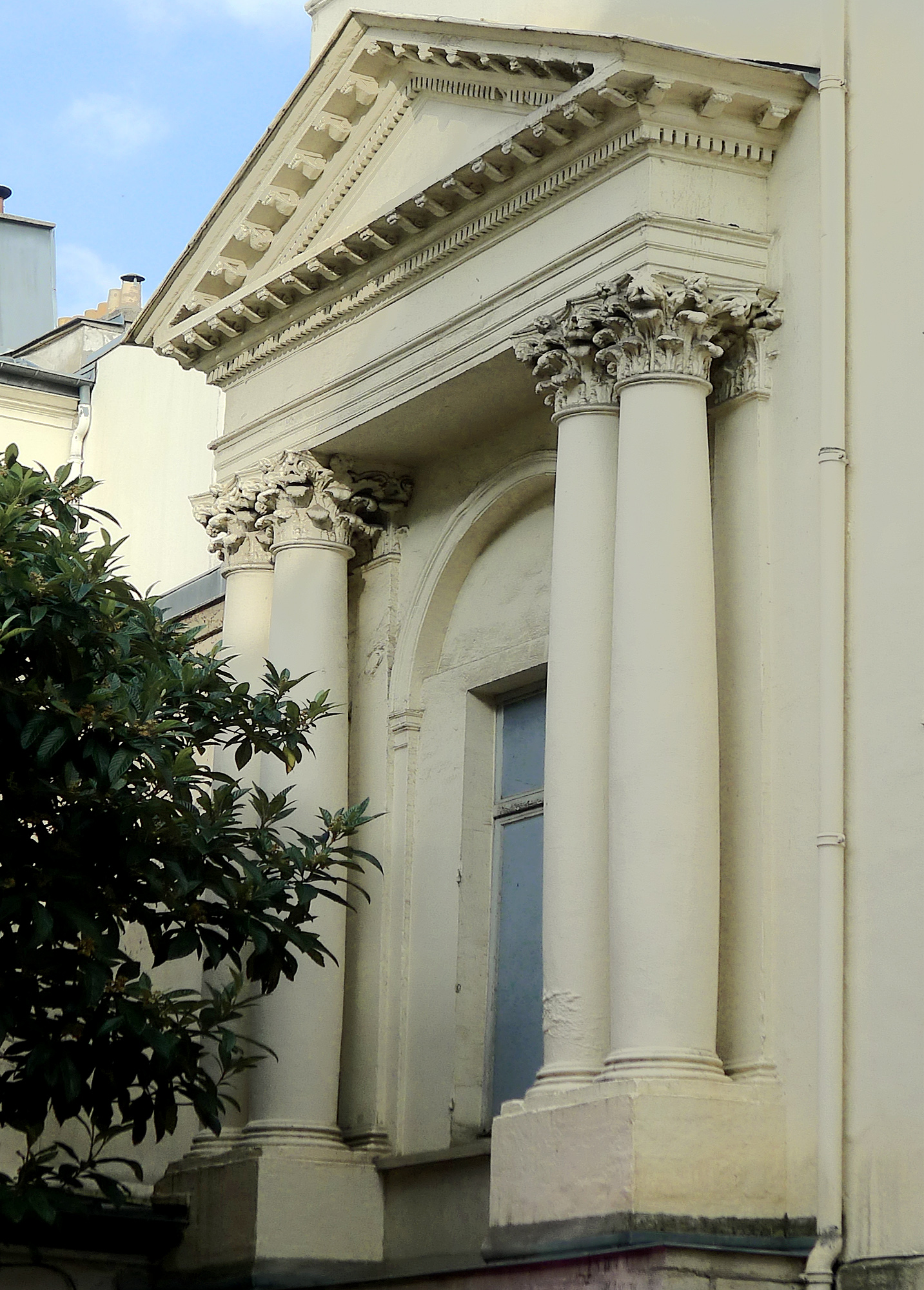
Détail architectural.

## Fonctionnement

### Formation
L'enseignement à la Schola Cantorum est divisé en trois cycles, de trois années chacun :
- Le premier cycle
- Le cycle supérieur
- Le cycle diplômant (virtuosité/concert/perfectionnement)

### Disciplines
L'école assure l'enseignement de nombreuses disciplines instrumentales et vocales (pour solistes et en ensemble), ainsi que des cours de formation musicale (écriture, analyse, solfège, composition, orchestration), de théâtre et de danse.
Elle délivre, en outre, un diplôme de danse-thérapie après une formation de deux ans.
On peut voir la liste des disciplines sur le site officiel de la Schola Cantorum.

## Personnalités liées à l'établissement

### Professeurs
- Isaac Albéniz
- Jacques Chailley
- José Charlet
- Jeanine Claes
- Olivier Corbiot
- Abel Decaux
- Maurice Duruflé
- André Fleury
- Amédée Gastoué
- Gabriel Grovlez
- Jean-Jacques Grünenwald
- Alexandre Guilmant
- Marcel Labey
- Alexandre Lagoya
- Wanda Landowska
- Jean Langlais
- Fernand de La Tombelle
- Paul Le Flem
- Guy de Lioncourt
- Alfred Loewenguth
- Albéric Magnard
- Olivier Messiaen
- Georges Migot
- Armand Parent
- Jacques Parrenin
- Achille Philip
- André Pirro
- Albert Roussel
- Léon de Saint-Réquier
- Blanche Selva
- Auguste Sérieyx
- Édouard Souberbielle
- Nadia Tagrine
- Louis Vierne
- Victor Vreuls
- Karin Waehner